# Екзема
Екзема е остро или хронично незаразно кожно заболяване вследствие сериозно възпаление на епидермиса.
Екземите се дължат на различни причини – неврологични, психологични, алергични и други фактори. Обикновено предизвикват зачервяване, сърбеж и дискомфорт. Понякога изчезват, но имат тенденцията да се появяват отново. На болните се препоръчва млечно-растителна диета. Спазването на стриктна хигиена също има значение.